# ウェブリー＝フォスベリー・オートマチック・リボルバー
ウェブリー＝フォスベリー・セルフコッキング・オートマチック・リボルバー（英: Webley-Fosbery Self-Cocking Automatic Revolver）とは、イギリスで開発された反動利用式の自動回転式拳銃（オートマチック・リボルバー）である。

## 概要
ジョージ・フォスベリー中佐が設計し、ウェブリー・アンド・スコット社が1901年から1915年まで生産した。その機構からシリンダーの側面に特徴的な溝が彫られており、これが本銃の外見上の特徴となっている。
特異な機構には問題点も多く、軍用としても民間用としても販売実績は低調であった。コレクター市場への流通もごく僅かなため、現代では10,000ドル以上で取引される貴重品となっている。

## 歴史
フォスベリー中佐がこの自動回転式拳銃を考案したのは、自動式拳銃の普及が始まった頃のことであった。フォスベリーの設計案は、コッキングとシリンダーの回転を一連の動作として行い、また動作の折にシリンダーと銃身がフレームごと後退するというもので、最初の試作品はアメリカ製コルト・シングル・アクション・アーミーを改造したものであった。フォズベリーは1895年8月16日にこの設計に関する特許を取得し、1896年の6月と10月には改良を加えた設計について改めて特許を取得している。
フォスベリーはこの設計を、当時のイギリスにおける民生用および軍用拳銃大手だったバーミンガムのP・ウェブリー・アンド・サン社（P. Webley & Son）に持ち込んだ。同社は後にW.C. Scott & Sons社およびRichard Ellis & Sonと合併し、ウェブリー・アンド・スコットと社名を改めている。ウェブリー社ではフォスベリーの設計をさらに改良し、1900年6月にビズリーで行われたトライアルにて「ウェブリー＝フォスベリー・オートマチック・リボルバー」（Webley-Fosbery Automatic Revolver）として初めて出展した。

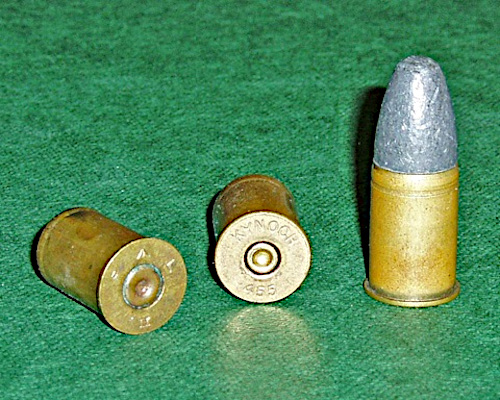
.455口径SAA普通弾（.455in SAA Ball）

当初、使用弾はイギリスの官給拳銃弾である.455弾を採用していたが、後に.38ACP弾モデルも設計された。455口径モデルは従来の回転式拳銃と同様の6連発だったが、38口径モデルは8連発で、装填にフルムーン・クリップを使うこともできた。また、38口径モデルはシリンダーが短く、それに伴い反動によるフレームの後退距離も短かった。455口径モデルの中にも短いフレームを用いて組み上げられたものがあった。マークIからVIまでの派生型があった。
シリンダーの回転をトリガー機構と切り離していた為、ストロークの短いシングルアクションで連射が出来る事から、安定した射撃を素早く行うことが可能であり、民生市場でもターゲットシューティング等のスポーツ射撃用の拳銃として人気があった。著名な射撃競技選手ウォルター・ワイナンズもウェブリー＝フォスベリーを愛用していたことで知られる。彼は1902年の射撃会でもウェブリー＝フォスベリーを使い、7秒間のうちに12パッススの距離から2インチの的に6発を命中させたという。また、スピードローダーを用いた射撃ではおよそ15秒間で3インチの的に12発を命中させたという。
ウェブリー＝フォスベリーには7.5インチ、6インチ、4インチの銃身が用意されていたほか、オーダーメイドも可能だった。同じくオーダーメイドで、メトフォード式として知られるライフリングを施すことも可能だった。ターゲット射撃用の22口径アダプタもオプションとして用意されていた。

### 軍用銃として
ウェブリー社ではこの銃を騎兵用の理想的な拳銃だと考えていたものの、政府機関による公的な採用は行われなかった。ウェブリー＝フォスベリーは全長が11インチ（280mm）以上、重量は銃のみでも44オンス（1,239g）と、当時の基準で見ても非常に大型の拳銃であり、扱いづらいと考えられたためである。ボーア戦争および第一次世界大戦では、前線の英軍士官らが私物として持ち込んだウェブリー＝フォスベリーの.455口径モデルを使用した例が少数報告されている。これによれば、精密な部品と複雑な機構により構成される反動利用機構は泥や雨の影響による作動不良を受けやすく、戦地では使いづらかったという。また、コッキング方法も問題点として報告されている。通常の回転式拳銃のコッキングは銃を保持したまま親指で撃鉄を起こすだけで良いが、ウェブリー＝フォスベリーの場合は片手で銃を保持しつつもう片手を使ってフレーム全体を後退させなければならなかった。又、デコッキング方法も同様に両手で慎重に行わなければならない等、手順が難しかった。
ウェブリー＝フォスベリーは第一次世界大戦中の1915年から1918年の間に生産が中止された。総生産数は約4,750丁とされるが、そのほとんどが在庫となり、発売から38年後の1939年頃までウェブリー社のカタログに掲載されていた。
本銃はオートマチック拳銃が実用的なものとして普及するに従い廃れてしまったが、現用品として発売されていた際には売れ残ってしまったにもかかわらず、その特異な機構と生産量の少なさから後に銃器コレクターに珍重され、非常に高価なコレクターアイテムとして知られるようになった。

## 作動方式
ウェブリー＝フォスベリーは反動利用式のオートマチック・リボルバーである。構造上、銃身およびシリンダー部、閉鎖機構およびハンマー部、そしてトリガー、リコイルスプリング、グリップ、安全装置を格納するフレーム部の3箇所に分けられる。
シリンダーの開放から排莢、装填までのプロセスは他の現代的なウェブリー・リボルバーと同様である。アッパーレシーバー側面のレバーを押しこむと銃身およびシリンダー部が開放されて前方に倒れ、同時にシリンダーからの排莢が行われる。装填後、再びシリンダーおよび銃身部を起こすことで固定される。
この状態で銃身およびシリンダー部を後ろに引くことでコッキングが行われ、内部のスプリングが射撃可能な位置に移る。
手動コッキングまたは反動により銃身およびシリンダー部が後退する時、フレームに取り付けられた回転レバーがハンマーを起こすと共に、シリンダー側面に掘られたジグザグの溝にフレームの突起が噛み合い、シリンダーを回転させる。銃身およびシリンダー部が前進する際に、シリンダーの残りの回転が完了し、次弾が銃身の後ろに来る。
ウェブリー＝フォスベリーはフルコック、すなわち射撃可能な状態で携行することを想定した拳銃である。その為、グリップの左側面には安全装置が設けられている。安全装置はレバーが水平なら解除されており、押し下げられていればシアーとハンマーの接触が切断され射撃不可能である。このレバーはハンマーがハーフコック（携行および装填作業の位置）またはフルコックされた状態でのみ操作できる。
初期モデルでは、シリンダーの溝は深さが不均一で、フレーム側の突起もバネ式の複雑なものだった。これはシリンダーの逆回転を防止する為の設計だったが、後に過剰に複雑な構造として廃止された。以後のモデルでは溝の角度を調整することで逆回転を防止し、溝の深さは均一となり、突起も固定式となった。その後、シリンダー固定用のラッチもハンマー側から銃身側へと移された。
ウェブリー＝フォスベリーの最終モデルは1914年に発表された。このモデルは短いシリンダーを備え、トリガー・スプリングおよびリコイル・レバーが強化されていた。

## 登場作品
ディストピアSF映画『未来惑星ザルドス』(原題：Zardoz、1974年、アメリカ合衆国・アイルランド合作、ジョン・ブアマン監督)では、主人公ゼッド(ショーン・コネリー)の愛銃として、ラストシーンを含むいくつかのシーンで、象徴的な存在として描かれている

。
小説家ダシール・ハメットの代表作の一つ「マルタの鷹」では、第2章で起きる最初の殺人事件の凶器として使われている。